# Plaza de Belén
La plaza de Belén se encuentra en el centro de Jerez de la Frontera, España, concretamente en el barrio de San Lucas. Debe su nombre al desaparecido convento de Nuestra Señora de Belén.

## Historia

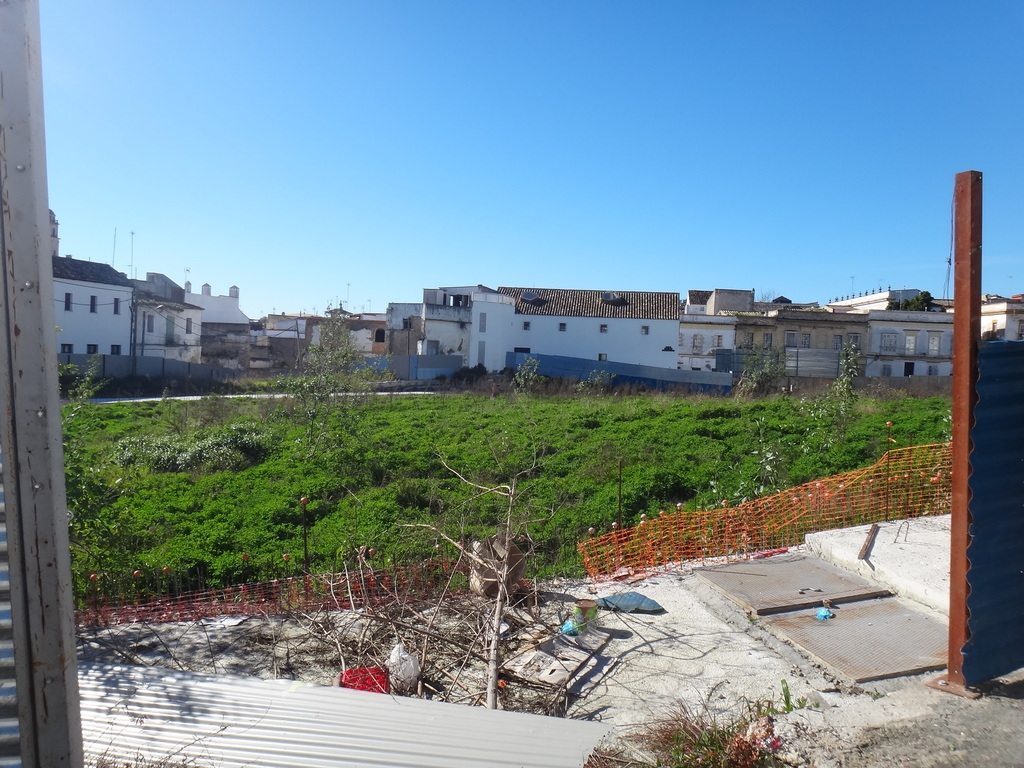
El solar en 2013.

La plaza se sitúa en lo que antes era parte de la medina andalusí de la ciudad. Posteriormente, en 1648 se fundó allí el convento de Nuestra Señora de Belén, de Mercedarios Descalzos. Tras su exclaustración, fue cárcel de la ciudad, y más tarde, un colegio público.
En 2017, poco antes de reinaugurarse la plaza, cerró sus puertas el Zoco de Artesanía de Jerez, inaugurado en 2008, para que en un futuro formara parte del Museo del Flamenco de Andalucía. Ha sido parcialmente derribado para su construcción.
En 2018, se reinauguró la plaza, después de haber sido durante años un solar vacío totalmente descuidado en el centro de la ciudad. En ella se instaló un auditorio al aire libre para 250 personas y un parque infantil.
En la antigua Nave del Aceite se ubica desde 2023 el Centro Cultural Lola Flores.

## Edificios de interés
- Centro Nacional de Arte Flamenco
- Centro Cultural Lola Flores (inaugurado el 31 de marzo de 2023)[4]
- Palacio de los Condes de Montegil
- Convento de Santa Ángela de la Cruz (1947)[5]
- Museo del Flamenco de Andalucía (se inaugurará en 2024)[2]